# Echinus Geyser
Echinus Geyser er en gejser i Norris Geyser Basin i Yellowstone National Park i staten Wyoming i USA. Gejseren er den største gejser i Norris Geyser Basin, hvis udbrud kan forudsiges med bare rimelig nøjagtighed.

## Navn
Gejseren blev navngivet omkring 1880 under en geologisk undersøgelse af parken. Forskerne mente, at de små spidser af silikat, som omgiver gejseren mindede om piggene på et søpindsvin og de navngav den derfor efter dette dyr (på latin hedder klassen af søpindsvin Echinoidea). Jernoxid giver silikaterne deres karakteristiske rødbrune farver. 

## Udbrud
I dag er gejseren forholdsvis forudsigelig med mellem 30 minutter og 2-3 timer mellem udbruddene, der typisk varer 3 til 15 minutter og har en højde af mellem 12 og 18 meter. Umiddelbart før et udbrud fyldes gejserens basin næsten til kanten af vand, der giver sig til at koge. Efter et udbrud tømmes kilden af en hvirvelstrøm, som når man lukker vand ud af en håndvask. Tidligere var gejseren endnu mere regelmæssig. Den sprang med mellem 35 og 75 minutters mellemrum og de længste udbrud kunne var i næsten to timer. Det menes at gejseren måske tidligere havde to underjordiske kilder, og at adgangen til den ene med tiden blev afbrudt.
Gejseren regnes for verdens største "sure" gejser. Den har en pH-værdi på mellem 3,3 og 3,6 svarende nogenlunde til vineddike eller citronsaft. De fleste andre store gejsere er basiske. Vandtemperaturen i gejseren er ca. 90 o (195 F).